# メル (イタリア)
メル（伊: Mel）は、イタリア共和国ヴェネト州ベッルーノ県に存在した基礎自治体（コムーネ）。
2019年1月30日にレンティアーイ、トリキアーナと合併してボルゴ・ヴァルベッルーナの一部となった。

## 地理

### 位置・広がり

#### 隣接コムーネ
コムーネとしてのメルは、以下のコムーネと隣接していた。括弧内のTVはトレヴィーゾ県所属を示す。
- チゾーン・ディ・ヴァルマリーノ (TV)
- フォッリーナ (TV)
- レンティアーイ
- ミアーネ (TV)
- サンタ・ジュスティーナ
- セーディコ
- トリキアーナ
- ヴァルドッビアーデネ (TV)

## 行政

### 分離集落
メルには、以下の分離集落（フラツィオーネ）があった。
- Villa di Villa, Carve, Pellegai, Tiago, Samprogno, Zottier, Nave, Tallandino, Marcador, Farra, Col, Pagogna, Follo, San Pietro, Bardies, Gus, Cordellon, Conzago